# جيما وورد
جيما لويز وورد (بالإنجليزية: Gemma Louise Ward)‏ هي عارضة أزياء أسترالية تحولت إلى ممثلة، ولدت في يوم 3 نوفمبر 1987 في مدينة بيرث في أستراليا، بدأت العمل كعارضة أزياء في سن ال14 ثم أصبحت أصغر عارضة تظهر صورتها في غلاف مجلة فوغ الأمريكية وهي في سن ال15، وبعد ذلك بدأت مشوارها في التمثيل في الأفلام ومثلت في أفلام البالون الأخضر في سنة 2007 وفيلم الغرباء في 2008 وفيلم قراصنة الكاريبي: في بحار غريبة في سنة 2011.

## روابط خارجية
- جيما وورد في موديلز.كوم
- جيما وورد على موقع IMDb (الإنجليزية)
- جيما وورد على موقع ألو سيني (الفرنسية)
- جيما وورد على موقع أول موفي (الإنجليزية)
- جيما وورد على موقع قاعدة بيانات الأفلام السويدية (السويدية)
- جيما وورد على موقع قاعدة بيانات الفيلم (الإنجليزية)
- جيما وورد على موقع كينوبويسك (الروسية)
- جيما وورد على موقع دليل عارضات الأزياء (الإنجليزية)
- Gemma Ward[وصلة مكسورة] at The FrontRowView.com